# Sepsina
Genre
Sepsina est un genre de sauriens de la famille des Scincidae.

## Répartition
Les espèces de ce genre se rencontrent en Afrique australe.

## Liste des espèces
Selon The Reptile Database (5 décembre 2012) :
- Sepsina alberti Hewitt, 1929
- Sepsina angolensis Bocage, 1866
- Sepsina bayoni (Bocage, 1866)
- Sepsina copei Bocage, 1873
- Sepsina tetradactyla Peters, 1874

## Publication originale
- Bocage, 1866 : Reptiles nouveaux ou peu connus recueillis dans les possessions portugaises de l'Afrique occidentale, qui se trouvent au Muséum de Lisbonne, Jornal de sciencias mathematicas, physicas e naturaes, vol. 1, p. 57-78 (texte intégral).